# Ānanda
Ānanda (chiń. 阿難陀; pinyin Enantuo; kor. 아난다; wiet. A-nan-đà, tyb. kun dga'bo) – kuzyn Buddy, który był jego ulubionym uczniem. Odegrał istotną rolę również po śmierci Buddy (przejął wtedy władzę w zgromadzeniu buddyjskim), podobno znał na pamięć wszystkie nauki, które ten wygłosił.
W tradycji zen Ānanda jest uważany za drugiego indyjskiego patriarchę, zaraz po Mahakaśjapie (pali Mahakassapa).